# Jazz Jackrabbit 2
Jazz Jackrabbit 2 är ett plattformsspel utvecklat av Epic Megagames till PC. Spelaren tar rollen som kaninen Jazz (eller hans bror, Spaz) som ska besegra den ondskefulle sköldpaddan Devan Shell. Spelet släpptes 1998.